# Gelasma albifusa
Gelasma albifusa là một loài bướm đêm trong họ Geometridae.